# Xeresa
 (juillet 2025).
Si vous disposez d'ouvrages ou d'articles de référence ou si vous connaissez des sites web de qualité traitant du thème abordé ici, merci de compléter l'article en donnant les références utiles à sa vérifiabilité et en les liant à la section « Notes et références ».
Xeresa, en valencien et officiellement, (Jeresa en castillan), est une commune d'Espagne de la province de Valence dans la Communauté valencienne. Elle est située dans la comarque de la Safor et dans la zone à prédominance linguistique valencienne.

## Géographie

Localisation de Xeresa
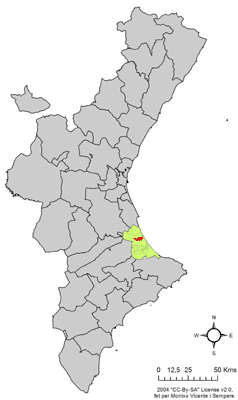
dans la Communauté valencienne.
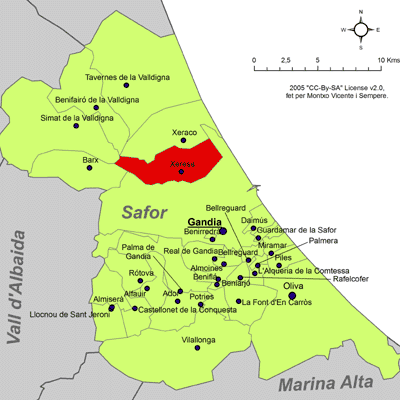
dans la comarque de la Safor.

Située dans la partie septentrionale de la huerta de Gandia, elle s'étend sur 16,9 km2 dont la majeure partie est montagneuse. Le climat de la région est méditerranéen, avec des hivers doux et des étés chauds. Le village est bâti sur un terrain plat, entouré de montagnes qui forme un arc autour de lui.
Depuis Valence, on accède au village par la route nationale N-332.

### Communes limitrophes
Le territoire communal de Xeresa est entouré par les communes suivantes :
Barx, Benifairó de la Valldigna, Gandia, Xeraco et Simat de la Valldigna, toutes situées dans la province de Valence.

## Histoire
La ville appartint au duché de Gandia, dont elle se sépara en 1536 pour se constituer en rectoral mauresque, avant d'être annexée par Xeraco. Le territoire fut probablement habité depuis l'époque romaine, et à l'époque de la Reconquête chrétienne elle était un hameau arabe dont les maisons de terres furent offertes par le Jacques Ier d'Aragon à Jaime Palau, avant de passer à la famille Almunia, jusqu'à leur rachat par le Duc de Gandia en 1487. Avec l'expulsion des maures le village fut abandonné et son économie réduite à néant. Il reste néanmoins une ruelle très typée appelée Ravalet De La Trinidad ; celle-ci fut construite par les Maures. Cette ruelle est le charme du village. Dans le centre du village, el Parque de Los Olivos datant de l'époque gréco-romaine ou l'on peut admirer le plus vieil olivier d'Espagne et probablement le patriarche mondiale âgé de plus de 3 000 ans. Ce parc est protégé par l'UNESCO.

## Démographie
| 1990  | 1992  | 1994  | 1996  | 1998  | 2000  | 2002  | 2004  | 2005  | 2007 |
| ----- | ----- | ----- | ----- | ----- | ----- | ----- | ----- | ----- | ---- |
| 2 018 | 1 985 | 1 994 | 1 880 | 1 878 | 1 879 | 1 884 | 1 958 | 2 002 | 2124 |

## Administration
Liste des maires, depuis les premières élections démocratiques.
| Législature | Nom du Maire                                                  | Parti politique |
| ----------- | ------------------------------------------------------------- | --------------- |
| 1979-1983   | José Peiró                                                    | PSPV-PSOE       |
| 1983-1987   | José Peiró                                                    | PSPV-PSOE       |
| 1987-1991   | Vicente Moscardó                                              | PSPV-PSOE       |
| 1991-1995   | Vicente Moscardó                                              | PSPV-PSOE       |
| 1995-1999   | Cipriano Fluixà Castelló                                      | PP              |
| 1999-2003   | Cipriano Fluixà Castelló                                      | PP              |
| 2003-2007   | Cipriano Fluixà Castelló/José Ferragud Bou/Rosa Maria Cardona | PP              |
| 2007-2011   | Tomàs Ferrandis i Moscardó                                    | BNV             |

## Économie
La culture par irrigation est centrée sur les orangers. La culture sèche est centrée sur les oliviers et les caroubiers. Une part importante de la population travaille dans le secteur de l'agriculture. L'élevage est très peu développé et n'occupe qu'une place marginale dans l'économie de la commune
L'industrie se concentre autour de la collecte, du conditionnement et de l'exportation des oranges.

## Patrimoine

### Monuments
- L’Église paroissiale, dédiée à Saint Antoine de Padoue, fut construite au XVIIe siècle, il s'agît en réalité d'un cloître de style « Renaissance ».

On peut également citer la présence d'un calvaire dédié à la « très Sainte-Trinité. »

### Fêtes locales
- San Antonio Abad: célébrée les 16 et 17 janvier avec le feu de joie traditionnel et la bénédiction des animaux.
- San Antonio de Padua: célébrée en l'honneur du saint patron du village, Saint Antoine de Padoue, le 13 juin.
- Fiestas del Barri Boltesar: célébrées en l'honneur de la "Mare de Deu del Carmen", les 14-15 et 16 juillet.
- Fiestas del Ravalet: célébrées les 12 et 13 août en l'honneur de la Santisima Trinidad (la très Sainte-Trinité).
- Fêtes Patronales: la ville célèbre ses fêtes patronales durant la troisième semaine d'août, elle est dédiée à San Isidro, San Rafael, la Virgen de los Dolores et San Antonio de Padua.